# 匹配渐近展开法
匹配渐近展开法（英語：method of matched asymptotic expansions）是数学中用于获得方程或方程组高精度近似解的一种常用方法，尤其常用于奇异摄动微分方程的求解。
对于许多奇异摄动问题而言，可以将定义域分成两个或多个部分。其中一部分（通常是范围最大的部分）可以通过正则摄动理论获得渐近展开级数解。然而这个解在其他较小的部分则十分不精确。如果这些部分处于定义域边界上被称为边界层，处于定义域中间则称为内层。可以将边界层或内层内的求解问题当作一个独立的摄动问题处理，以获得相应的“内解”（之前通过正则摄动获得的则称为“外解”）。最后再将内解与外解通过“匹配”的办法合并，以得到在整个定义域内都适用的近似解。

## 示例
考虑边值问题
{\displaystyle \epsilon y''+(1+\epsilon )y'+y=0,}
其中{\displaystyle y}为时间{\displaystyle t}的函数，定义域从0到1，边界条件为{\displaystyle y(0)=0}与{\displaystyle y(1)=1}。{\displaystyle \epsilon }是一个小参数，满足{\displaystyle 0<\epsilon \ll 1}。

### 外解（t=O(1)）
由{\displaystyle \epsilon }十分小，故可以当作正则摄动问题处理。取{\displaystyle \epsilon =0}，有
{\displaystyle y'+y=0.\,}
该方程的解为
{\displaystyle y=Ae^{-t}\,}
其中{\displaystyle A}为常数。使用边界条件{\displaystyle y(0)=0}，有{\displaystyle A=0}。而如果使用另一个边界条件{\displaystyle y(1)=1}，则有{\displaystyle A=e}。这说明该解不可能满足所有边界条件，意味着{\displaystyle \epsilon =0}的假设不能在整个定义域中都适用（即奇异摄动问题）。于是，我们能够知道定义域中必定存在一个边界层，其中{\displaystyle \epsilon }与自变量{\displaystyle t}相比不能再忽略不计。这个边界层位于{\displaystyle t=0}一侧。于是我们使用另一个边界条件{\displaystyle y(1)=1}得到适用于边界层以外区域的外解{\displaystyle y_{O}=e^{1-t}\,}。

### 内解（t=O(ε））
在边界层之内，{\displaystyle t}与{\displaystyle \epsilon }都很小，但它们大小相若，故可以定义一个新的O(1) 时间变量{\displaystyle \tau =t/\epsilon }。于是原先的边值问题可以改写为
{\displaystyle {\frac {1}{\epsilon }}y''(\tau )+\left({1+\epsilon }\right){\frac {1}{\epsilon }}y'(\tau )+y(\tau )=0,\,}
将两边同乘{\displaystyle \epsilon }再取{\displaystyle \epsilon =0}，得到
{\displaystyle y''+y'=0.\,}
该方程的解为
{\displaystyle y=B-Ce^{-\tau }\,}
其中{\displaystyle B}与{\displaystyle C}为常数。使用边界层内的边界条件{\displaystyle y(0)=0}，得到{\displaystyle B=C}。故内解为
{\displaystyle y_{I}=B\left({1-e^{-\tau }}\right)=B\left({1-e^{-t/\epsilon }}\right).\,}

### 匹配
由于对于中间大小的{\displaystyle t}（{\displaystyle \epsilon \ll t\ll 1}）需同时满足内解和外解，故可以令内解的外极限与外解的内极限相等，即{\displaystyle \lim _{\tau \rightarrow \infty }y_{I}=\lim _{t\to 0}y_{O}\,}。由此得到常数{\displaystyle B=e}。

### 合并

取不同值时的近似解

最后，将匹配好的内解与外解合并，以得到适用于整个定义域的近似解。具体而言，即是将内解与外解相加，再减去内、外解重合部分的值{\displaystyle \,y_{\mathrm {overlap} }}（即外解的内极限，或内解的外极限）。此问题中，重合部分的值为{\displaystyle e}。故可以得到原边值问题的最终近似解为
{\displaystyle y(t)=y_{I}+y_{O}-y_{\mathrm {overlap} }=e\left({1-e^{-t/\epsilon }}\right)+e^{1-t}-e=e\left({e^{-t}-e^{-t/\epsilon }}\right).\,}